# Dendrobium apertum
Dendrobium apertum är en orkidéart som beskrevs av Rudolf Schlechter. Dendrobium apertum ingår i släktet Dendrobium, och familjen orkidéer. Inga underarter finns listade i Catalogue of Life.